# Onnion
Onnion är en kommun i departementet Haute-Savoie i regionen Auvergne-Rhône-Alpes i sydöstra Frankrike. Kommunen ligger i kantonen Saint-Jeoire som tillhör arrondissementet Bonneville. År 2022 hade Onnion 1 281 invånare.

## Befolkningsutveckling
Antalet invånare i kommunen Onnion
| Referens: INSEE |